# ヤンコ・ティプサレビッチ
ヤンコ・ティプサレビッチ（Janko Tipsarević, セルビア語: Јанко Типсаревић, セルビア語発音: [jâːŋkɔ tipsǎːrɛʋit͡ɕ]  ,1984年6月22日 - ）は、セルビア・ベオグラード出身の元男子プロテニス選手。これまでにATPツアーでシングルス4勝、ダブルス1勝を挙げた。ATPランキング自己最高はシングルス8位、ダブルス46位。身長180cm。右利き、バックハンド・ストロークは両手打ち。
男子テニス国別対抗戦・デビスカップでは長い代表経歴を持ち、2010年にデビスカップセルビア代表の初優勝に貢献した。

## 選手経歴

### ジュニア時代
ティプサレビッチは6歳からテニスを始め、8歳の時から「ニュー・ベオグラード・テニスクラブ」で練習するようになった。

### 2000年 デビス杯参戦
彼は2000年からデビスカップユーゴスラビア代表選手になったが、当時のユーゴスラビアは「ユーロアフリカン・ゾーン」の「グループ3」にいた。
ユーゴスラビアは2003年に解体しセルビア・モンテネグロになり、ティプサレビッチも2004年からデビスカップセルビア・モンテネグロ代表チームの一員になった。セルビア・モンテネグロが2006年に分離したため、このチーム名は3年間のみであったが、その間にレベルを著しく上げる。2004年まではユーロアフリカン・ゾーンの「グループ2」にいたチームは、2005年から同ゾーンの「グループ1」に昇格し、2006年に初めて「ワールドグループ・プレーオフ」進出を果たした。9月22日-24日に行われたプレーオフで、セルビア・モンテネグロはスイスに1勝4敗で敗れ、ティプサレビッチも第1試合でロジャー・フェデラーに敗れたが、ノバク・ジョコビッチが第2試合でチーム唯一の勝利を挙げている。2007年9月にベオグラードで行われたワールドグループ・プレーオフで、新チームとなったセルビアはオーストラリアを「4勝1敗」で破り、このチームでワールドグループ初進出を決めた。2010年には準決勝のチェコ戦で第5試合のシングルスに勝利して初の決勝進出を決める貢献を見せ、決勝でフランスを破りセルビアは悲願の初優勝を果たした。
ティプサレビッチは2001年全豪オープンでジュニア男子シングルス優勝者となり、2003年全米オープンで4大大会本戦に初出場した。グランドスラムのデビュー戦では、1回戦で当年度のウィンブルドン準優勝者マーク・フィリプーシスに敗れた。2005年ウィンブルドンでトーマス・ヨハンソンとの3回戦に進出。2年後のウィンブルドンで、ティプサレビッチは3回戦で当年度の全豪オープン準優勝者フェルナンド・ゴンサレスを6-3, 3-6, 6-3, 4-6, 8-6で破る勝利を挙げた後、続く4回戦でフアン・カルロス・フェレーロに5-7, 3-6, 6-7で敗れた。

### 2008年 グランドスラム4回戦進出
2008年全豪オープンの3回戦で、ティプサレビッチは第1シードのロジャー・フェデラーに7-6, 6-7, 7-5, 1-6, 8-10の4時間27分の戦いを挑んだ。4年間世界ランキング1位を守ってきた王者から第1・第3セットを先取した挑戦者は、最終第5セットでも長い戦いを続けたが、第5セット・第17ゲームを落として力尽きた。この年はウィンブルドンでも2年連続2度目の4回戦に進み、ライナー・シュットラーに4-6, 6-3, 4-6, 6-7で敗れた。ダブルスでは同じセルビアのビクトル・トロイツキと組んで成績を伸ばし、全仏オープン男子ダブルスでベスト8に進出した。

### 2009年 ツアー初の決勝進出
2009年のクレムリン・カップでティプサレビッチは初めてツアー決勝に進出したが、ミハイル・ユージニーに7–6(5), 0–6, 4–6で敗れた。

### 2010年 ツアー2度の決勝進出
2010年のユニセフ・オープンで2度目の決勝進出を果たしたが、セルジー・スタホフスキーに3–6, 0–6で敗れた。

### 2011年 全米ベスト8 ツアー初優勝 ATPファイナルズ初出場 トップ10入り
2011年2月のデルレイビーチ国際テニス選手権で3度目の決勝に進出したが、フアン・マルティン・デル・ポトロに4–6, 4–6で敗れ3度目の準優勝となった。6月のエイゴン国際でツアー4度目の決勝に進出したが、アンドレアス・セッピとの試合中で負傷し途中棄権した。全米オープンでは4大大会初のベスト8進出を果たしたが、セルビア対決となった準々決勝のノバク・ジョコビッチとの試合を途中棄権した。9月のマレーシア・オープン・クアラルンプールの決勝でマルコス・バグダティスに6–4, 7–5で勝利して、ティプサレビッチは5度目の決勝で悲願の初優勝を果たした。10月のクレムリン・カップでは男女を通して初めてのセルビア人同士による決勝対決となり、ビクトル・トロイツキを6–4, 6–2で破りツアー2勝目を挙げた。
11月のATPワールドツアー・ファイナルでは怪我で大会を途中棄権したアンディ・マリーの代役として初出場を果たし、トマーシュ・ベルディハには6-2, 3-6, 6-7(6)で敗れたが、世界ランキング1位のノバク・ジョコビッチを3-6, 6-3, 6-3で破る殊勲を挙げた。2011年最終ランキングは9位となりトップ10入りを果たした。

### 2012年 ロンドン五輪ベスト8
2012年は7月のメルセデス・カップで優勝した。
ロンドン五輪で2度目のオリンピックに出場した。シングルスでは3回戦でジョン・イズナーに5-7, 6-7(4)で敗れた。ネナド・ジモニッチと組んだダブルスではベスト8に進出し、準々決勝でベネトー/ガスケ組に4-6, 6-7(3)で敗れた。
全米オープンでは2年連続でベスト8に進出し、準々決勝でダビド・フェレールに3-6, 7-6(5), 6-2, 3-6, 6-7(4)、4時間31分のフルセットで敗れた。ラファエル・ナダルが欠場したことでATPワールドツアー・ファイナルに2年連続で出場したがラウンドロビンで3連敗して敗退した。年間最終ランキングは9位。

### 2013年 ツアー4勝目
2013年は開幕戦のマハラシュトラ・オープンを制し、幸先の良いスタートを切った。全豪オープンと全米オープンで4回戦に進出した。

### 2014年 ツアー離脱 世界1024位
2014年は5月にカカトにできた良性の腫瘍を切除する手術を2度受け、ツアーを離脱。本人のコメントでは「カカトの8割を切除」する大掛かりな手術だったという。年間最終ランキングは1024位まで下落した。

### 2015年 ツアー復帰
2015年の全米男子クレーコート選手権でツアーに復帰し、2回戦に進出した。4大大会はウィンブルドン選手権で復帰。1回戦でマルセル・グラノリェルスに敗れた。全体を通じて早期敗退に終わり、全米オープンを1回戦敗退すると、右膝に膝蓋腱炎によりシーズンを終えた。

### 2016-2018年 復帰続行
2016年全豪オープンは足の怪我が響き、欠場した。4月のオストラバチャレンジャーで復帰。この年はいくつかのチャレンジャー大会に出場し、チンタオチャレンジャーでは優勝した。全米オープンでサム・クエリーを破り、3年ぶりに4大大会本戦で勝利をあげる。2回戦でパブロ・カレーニョ・ブスタに敗れた。深圳オープンではベスト4まで残った。2017年は4つのチャレンジャーで優勝した。一時的に世界ランキング55位まで戻した。2018年はハムストリングの手術を受けて全休した。

### 2019年 引退
2019年年始のクーヨンクラシックで復帰した。全豪オープンは1回戦でグリゴール・ディミトロフに敗れた。マイアミ・オープンの1回戦で復帰後ツアー初白星をあげた。全仏オープンでもディミトロフにフルセットの接戦の末敗れた。ウィンブルドン選手権の1回戦で西岡良仁を6-2, 6-7(2), 6-2, 5-7, 6-2で破り、同大会7年ぶりの勝利をあげた。8月21日に自身のSNSで、このシーズン限りでの引退を表明した。最後のグランドスラムとなる全米オープンでは、デニス・クドラに敗れて初戦敗退に終わった。最後の大会となるストックホルム・オープンでは、2回戦で第1シードのファビオ・フォニーニに勝利した。杉田祐一との3回戦では9度マッチポイントを防ぐ粘りを見せたが、最後は力尽きて2-6, 6-4, 6-7(4)で敗れ、17年間にわたるキャリアに幕を下ろした。

## ATPツアー決勝進出結果

### シングルス: 11回 (4勝7敗)
| 大会グレード                    |
| グランドスラム (0–0)            |
| ATPファイナルズ (0–0)           |
| ATPツアー・マスターズ1000 (0–0) |
| ATPツアー500 (0–0)              |
| ATPツアー250 (4–7)              |

| サーフェス別タイトル |
| ハード (3–4)         |
| クレー (1–1)         |
| 芝 (0–2)             |
| カーペット (0–0)     |

| 結果   | No. | 決勝日         | 大会                 | サーフェス    | 対戦相手                         | スコア                       |
| ------ | --- | -------------- | -------------------- | ------------- | -------------------------------- | ---------------------------- |
| 準優勝 | 1.  | 2009年10月25日 | モスクワ             | ハード (室内) | ミハイル・ユージニー             | 7-6(7-5), 0-6, 4-6           |
| 準優勝 | 2.  | 2010年6月19日  | スヘルトーヘンボス   | 芝            | セルジー・スタホフスキー         | 3-6, 0-6                     |
| 準優勝 | 3.  | 2011年2月27日  | デルレイビーチ       | ハード        | フアン・マルティン・デル・ポトロ | 4-6, 4-6                     |
| 準優勝 | 4.  | 2011年6月18日  | イーストボーン       | 芝            | アンドレアス・セッピ             | 6-7(5-7), 6-3, 3-5 途中棄権  |
| 優勝   | 1.  | 2011年10月2日  | クアラルンプール     | ハード (室内) | マルコス・バグダティス           | 6-4, 7-5                     |
| 優勝   | 2.  | 2011年10月23日 | モスクワ             | ハード (室内) | ビクトル・トロイツキ             | 6-4, 6-2                     |
| 準優勝 | 5.  | 2011年10月30日 | サンクトペテルブルク | ハード (室内) | マリン・チリッチ                 | 3-6, 6-3, 2-6                |
| 準優勝 | 6.  | 2012年1月8日   | チェンナイ           | ハード        | ミロシュ・ラオニッチ             | 7-6(7-4), 6-7(4-7), 6-7(4-7) |
| 優勝   | 3.  | 2012年7月15日  | シュトゥットガルト   | クレー        | フアン・モナコ                   | 6-4, 5-7, 6-3                |
| 準優勝 | 7.  | 2012年7月22日  | グシュタード         | クレー        | トマス・ベルッシ                 | 7-6(10-8), 4-6, 2-6          |
| 優勝   | 4.  | 2013年1月6日   | チェンナイ           | ハード        | ロベルト・バウティスタ・アグート | 3-6, 6-1, 6-3                |

### ダブルス: 4回 (1勝3敗)
| 結果   | No. | 決勝日         | 大会       | サーフェス    | パートナー           | 対戦相手                                            | スコア         |
| ------ | --- | -------------- | ---------- | ------------- | -------------------- | --------------------------------------------------- | -------------- |
| 準優勝 | 1.  | 2010年1月10日  | チェンナイ | ハード        | 盧彦勲               | マルセル・グラノリェルス サンティアゴ・ベントゥーラ | 5-7, 2-6       |
| 準優勝 | 2.  | 2010年10月24日 | モスクワ   | ハード (室内) | ビクトル・トロイツキ | イーゴリ・クニツィン ドミトリー・トゥルスノフ       | 6-7(8-10), 3-6 |
| 優勝   | 1.  | 2012年1月8日   | チェンナイ | ハード        | リーンダー・パエス   | ジョナサン・エルリック アンディ・ラム               | 6-4, 6-4       |
| 準優勝 | 3.  | 2012年5月20日  | ローマ     | クレー        | ルカシュ・クボット   | マルセル・グラノリェルス マルク・ロペス             | 3-6, 2-6       |

## 成績

### 4大大会シングルス
略語の説明
| W | F | SF | QF | #R | RR | Q# | LQ | A | Z# | PO | G | S | B | NMS | P | NH |

W=優勝, F=準優勝, SF=ベスト4, QF=ベスト8, #R=#回戦敗退, RR=ラウンドロビン敗退, Q#=予選#回戦敗退, LQ=予選敗退, A=大会不参加, Z#=デビスカップ/BJKカップ地域ゾーン, PO=デビスカップ/BJKカッププレーオフ, G=オリンピック金メダル, S=オリンピック銀メダル, B=オリンピック銅メダル, NMS=マスターズシリーズから降格, P=開催延期, NH=開催なし.
| 大会           | 2003 | 2004 | 2005 | 2006 | 2007 | 2008 | 2009 | 2010 | 2011 | 2012 | 2013 | 2014 | 2015 | 2016 | 2017 | 2018 | 2019 | 通算成績 |
| -------------- | ---- | ---- | ---- | ---- | ---- | ---- | ---- | ---- | ---- | ---- | ---- | ---- | ---- | ---- | ---- | ---- | ---- | -------- |
| 全豪オープン   | A    | A    | 2R   | 2R   | 1R   | 3R   | 2R   | 2R   | 2R   | 3R   | 4R   | A    | A    | A    | A    | A    | 1R   | 12–10    |
| 全仏オープン   | LQ   | 1R   | 2R   | 1R   | 3R   | 1R   | 3R   | 1R   | 3R   | 4R   | 3R   | A    | A    | 1R   | 1R   | A    | 1R   | 12–13    |
| ウィンブルドン | LQ   | 1R   | 3R   | 1R   | 4R   | 4R   | 2R   | 1R   | 1R   | 3R   | 1R   | A    | 1R   | 1R   | 1R   | A    | 2R   | 12–14    |
| 全米オープン   | 1R   | 1R   | 1R   | A    | 2R   | 1R   | 1R   | 3R   | QF   | QF   | 4R   | A    | 1R   | 2R   | 2R   | A    | 1R   | 16–14    |

### 大会最高成績
| 大会                 | 成績 | 年              |
| -------------------- | ---- | --------------- |
| ATPファイナルズ      | RR   | 2011, 2012      |
| インディアンウェルズ | 3R   | 2007, 2012      |
| マイアミ             | QF   | 2008, 2012      |
| モンテカルロ         | 3R   | 2008, 2012      |
| マドリード           | SF   | 2012            |
| ローマ               | 2R   | 2009, 2012      |
| カナダ               | SF   | 2011, 2012      |
| シンシナティ         | 2R   | 2010-2012, 2017 |
| 上海                 | 3R   | 2012            |
| パリ                 | QF   | 2012            |
| ハンブルク           | 3R   | 2008            |
| オリンピック         | 3R   | 2012            |
| デビスカップ         | W    | 2010            |